# Chuquicamata
La mina de Chuquicamata es una mina a cielo abierto de cobre, oro y molibdeno. Está ubicada a 15 km al norte de Calama y a 2870 metros de altitud, en la región de Antofagasta, Chile. Fue considerada la mina más grande del mundo en su tipo y la mayor productora de cobre.[cita requerida]
La mina, formalmente parte de la División Chuquicamata, es administrada por la empresa estatal Codelco, luego que Chile nacionalizara la extracción cuprífera en 1971. Explotada desde tiempos precolombinos, inició la producción industrial de cobre en 1915 y hasta 2007 contó con un campamento o poblado minero homónimo, destinado a albergar a los trabajadores y sus familias.
El rajo posee una forma elíptica, con una superficie de unas 950 hectáreas. Si bien no es la mina a rajo abierto más grande del mundo (esa distinción recae en Bingham Canyon, Utah), con 5 kilómetros del largo, 3 de ancho y 1 de profundidad sí es la de mayor volumen removido. En la actualidad, es la 13.º mina de cobre a nivel mundial y la 6.º a nivel nacional, con una producción estimada de 350 000 toneladas métricas de cobre en el año 2017. Cuenta con la 3.º fundición y la 7.º refinería más grandes a nivel mundial, con una capacidad cada una de 450 000 toneladas métricas de cobre.

## Historia
Chuquicamata fue originalmente explotada por los pueblos indígenas de la zona. Su nombre es de origen aimara y se relaciona con los indígenas chucos o chuquis que trabajaban el cobre para confeccionar herramientas y armas.

### Los primeros mineros del Loa
Las primeras personas que trabajaron en Chuquicamata, hasta donde existen antecedentes, fueron los atacameños o likan-antai. Los restos arqueológicos ubican las primeras explotaciones de cobre y otros minerales en el norte chileno, alrededor del 500 al 450 a. C.
Usaban herramientas de madera y piedras semitalladas, barrenos y rústicos cinceles. Con estas herramientas hacían pequeños piques en las faldas de los cerros extrayendo principalmente el «charqui» de cobre o el cobre nativo que se encuentra entre las rocas a baja profundidad.
Hay indicios de extracciones mineras en lo que hoy es el sector noroeste del mineral. Curiosamente, el procesamiento del mineral tenía lugar a varios kilómetros de Chuquicamata, en las riberas de los ríos Río Salado (Loa) y Grande. Los historiadores deducen que los atacameños escogieron este lugar para la fundición del metal por su cercanía al Camino del Inca, ruta comercial donde era posible comerciar con productos elaborados. Otro detalle curioso es que este antiguo pueblo pudo templar algunas piezas de cobre, es decir, endurecer el metal para prolongar su vida útil.
Antes de 1879, ocupación chilena a territorios de Bolivia, país que se independizó en 1825, los territorios de Chuquicamata en el desierto de Atacama, pertenecían a la prefectura de Potosí durante la colonia, como parte de la Real Audiencia de Charcas, actualmente el departamento de Potosí perteneciente a Bolivia.
Cuenta la historia que Diego de Almagro, a su regreso a Cuzco en 1536 tras la expedición de conquista al centro de Chile, obtuvo de los hornos de Kamac-Mayu (Río Grande), herraduras de cobre para sus caballos.

### Inicios de la minería industrial
La región fue colonizada por los españoles y pasó a depender de la Real Audiencia de Charcas. Con la independencia de Bolivia, formó parte del Departamento del Litoral hasta 1879 cuando Chile ocupó el territorio. En 1904, el tratado de paz determinó la cesión de la región completa a Chile a perpetuidad.
En 1882, la primera faena industrial en el sector fue instalada en el sector de Chuquicamata. La empresa Guggenheim Bros, de Estados Unidos, produjo la primera barra de cobre fino el 18 de mayo de 1915, a lo que siguió un periodo durante el cual la empresa recibe sucesivos nombres como Chile Copper Co., Anaconda Co. y Chile Exploration Co.
Miles de mineros llegaron en busca de oportunidades cuando comenzaron las primeras extracciones masivas de cobre. La compañía propiedad de los hermanos Guggenheim adquirió los derechos de la antigua sociedad y rebautizó la firma como Chile Exploration Company.

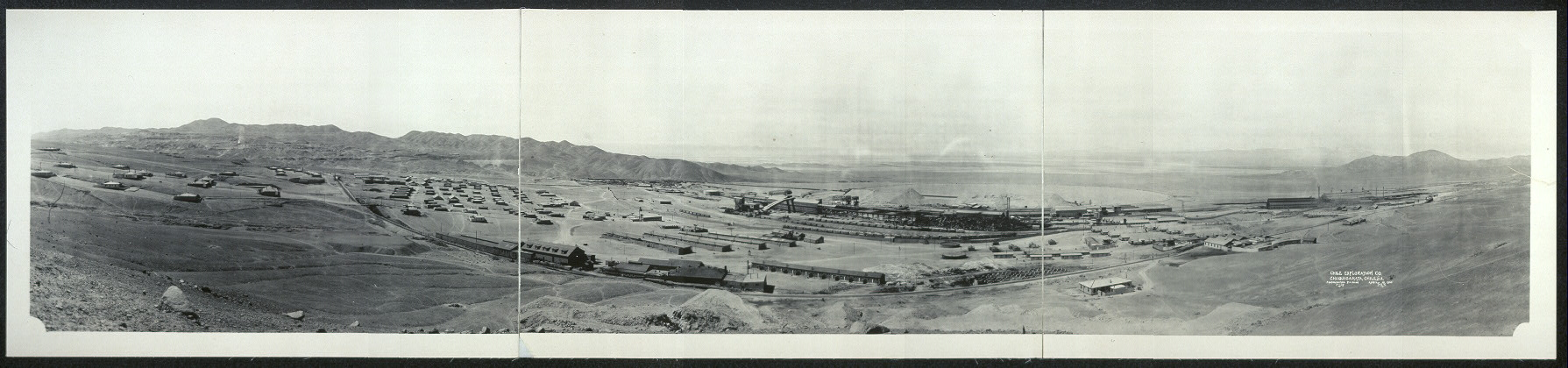
Mina Chuquicamata en 1925.

En 1923, Anaconda Copper compró American Brass con su enorme capacidad productiva. Esta producción necesitaba una gran cantidad de cobre, la cual excedía de la que producían las minas Anaconda ubicadas en Montana, aun cuando estas producían alrededor de un millón de libras de cobre al día.
Los ejecutivos de la firma consideraron que era fundamental asegurar recursos adicionales de cobre. Primero iniciaron negociaciones con Utah Copper Company, que fracasaron debido a que uno de los accionistas mayoritarios, Kennecott Copper, no llegó a un acuerdo. Ninguna otra alternativa explorada en los Estados Unidos tuvo éxito.
La empresa entonces dirigió su mirada a la operación a cielo abierto de Unión Minera del Alto Katanga en el Congo Belga. Aquí no se pudo llegar a un acuerdo de compra debido a la estrecha relación entre Katanga y el Gobierno belga.

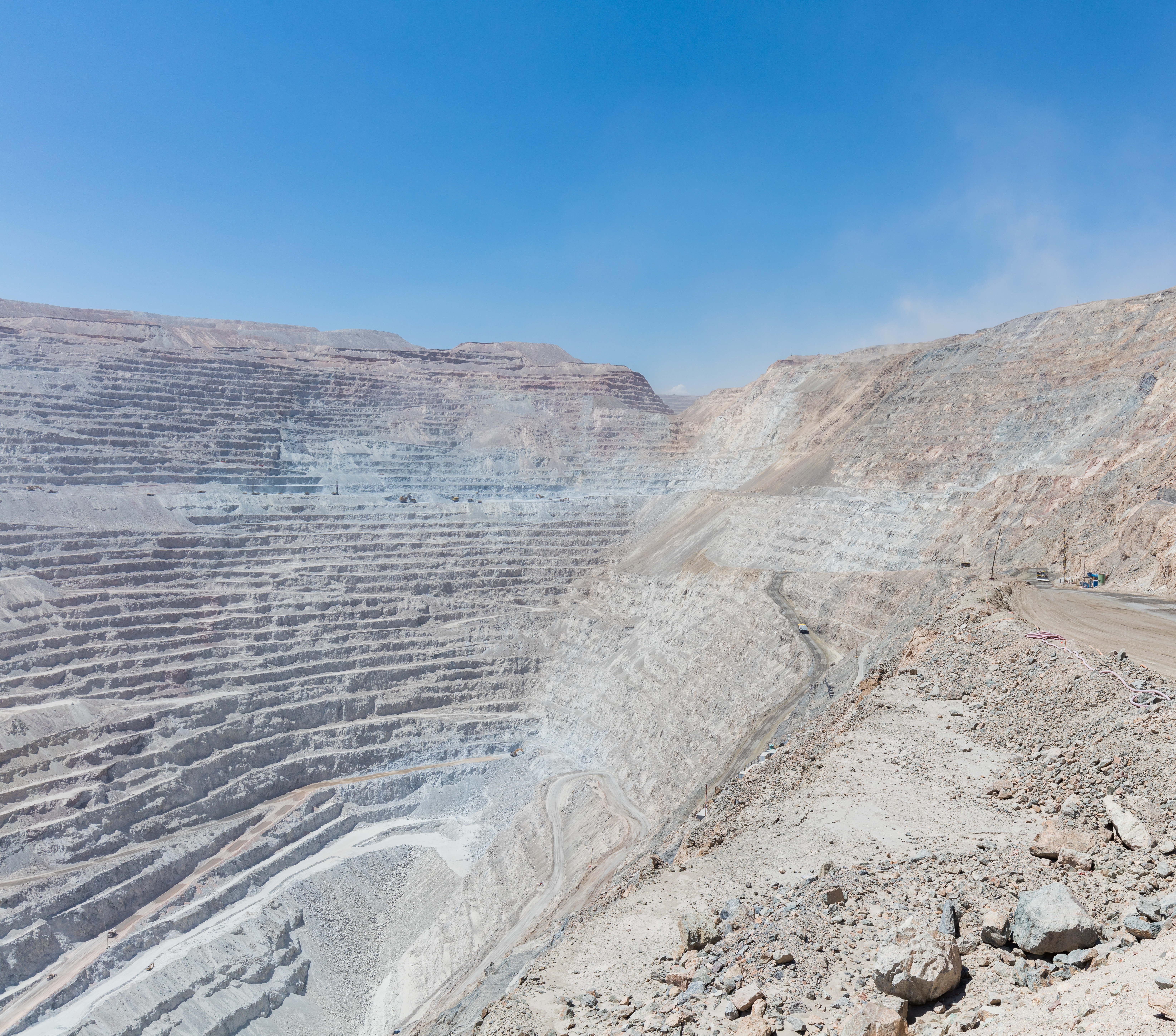
Vista íntegra del corte de la mina.

Se sostuvieron conversaciones en Bruselas con Fernand Pisart, ejecutivo de Katanga, para ver la posibilidad de una operación de venta conjunta, acción que tampoco se concretó.
A la larga el fracaso de estas negociaciones concluyó con el intento de comprar Chuquicamata.
En marzo de 1923 Anaconda adquirió Chile Copper en 77 millones de dólares, la transacción más grande conocida en Wall Street hasta ese momento. Se vendió el 51 % de Chile Copper a 35 dólares la acción. La capitalización de Chile Copper era de 5,4 millones de acciones a un valor nominal de 25 dólares por acción. Sothward, la estrella del imperio Anaconda, había fijado su rumbo.
En otoño de 1928, el mercado del cobre subía y continuaban las negociaciones con los hermanos Guggenheim. Las acciones de Anaconda estaban en alto y parecía un buen momento para adquirir el resto de las acciones de la Chile Copper Company.
Finalmente en enero de 1929 y después de unas semanas de discusión, se anunció una base de conversión para la adquisición de las 2,2 millones de acciones restantes de Chile Copper Company a 73/100 de una acción de Anaconda por una de la Chile.
Esta conversión fue acordada con Daniel Guggenheim, mientras que otros miembros de la familia pretendían una conversión del 80 %.
Mientras tanto, las acciones de Anaconda estaban a alrededor de 150 dólares. En seguida se ofrecieron derechos de suscripción a los accionistas a 55 dólares por la nueva emisión de Anaconda. Finalmente la familia de Guggenheim aceptó la conversión y la oferta fue formulada en forma oficial el 23 de enero de 1929. Para ello se entregaron 2 073 003 acciones de Chile para su conversión, otorgando a Anaconda el 98,41 % de la propiedad.
El 30 de junio de 1940, esta había aumentado a 98,50 y, luego llegó al 99,50 %. Así concluyó la gigantesca transacción.

### Nacionalización y administración de Codelco
En 1971 se promulgó una reforma constitucional mediante la cual se nacionalizó la gran minería del cobre en Chile, lo que significó la total propiedad de esta mina por parte del Estado chileno. Actualmente pertenece a Codelco Chile, una de las cien mayores empresas del mundo y de las principales en minería metálica.

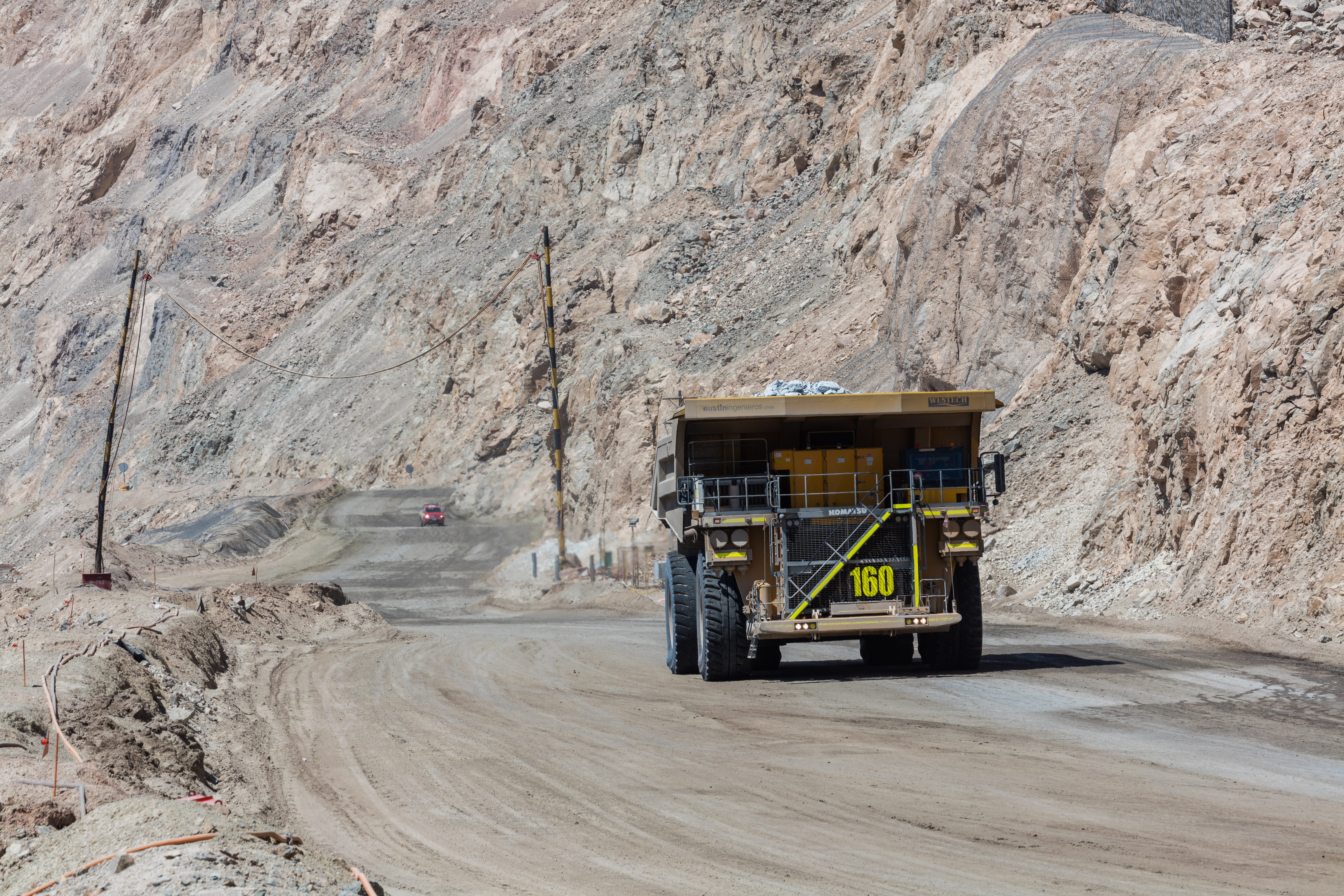
Camión de extracción (Caex) de la empresa Komatsu.

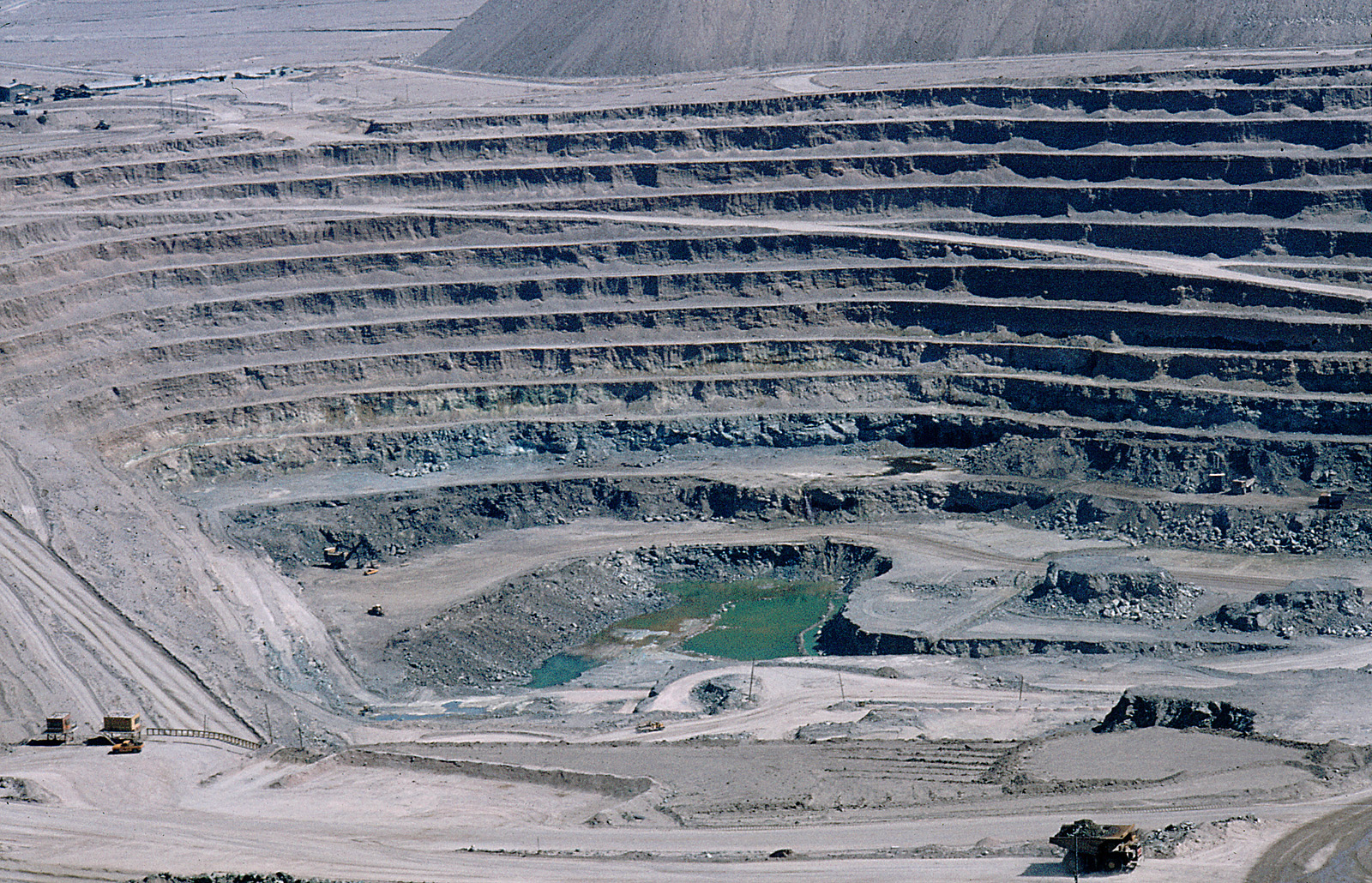